# Johann Jacob de Neufville
Johann Jacob de Neufville (* 5. Oktoberjul. / 15. Oktober 1684greg. in Nürnberg; † 4. August 1712 ebenda) war ein deutscher Komponist und Organist des Spätbarock.

## Leben
De Neufville wurde in Nürnberg als Nachkomme reformierter Glaubensflüchtlinge geboren. Über Frankfurt waren Mitglieder der aus der Grafschaft Artois stammenden Familie de Neufville 1612 in die Stadt gekommen. Neufville studierte in seiner Heimatstadt bei Johann Pachelbel, nach dem Tode Pachelbels 1706 setzte er seine Studien in Italien, hauptsächlich in Venedig fort. Nach seiner Rückkehr aus Italien weilte er in Graz und Wien, wo er mit Johann Joseph Fux und Georg Reuter zusammenarbeitete.
1709 kehrte er nach Nürnberg zurück und erhielt ab April die Organistenstelle an der St. Bartholomäus-Kirche in der Nürnberger Vorstadt Wöhrd. In dieser Position war er der Nachfolger von Wilhelm Hieronymus Pachelbel, des ältesten Sohnes Johann Pachelbels.

## Werke (Auswahl)
- IV Encomia für Gesangsstimmen, 3 Instrumenten und B. c. (Venedig 1708, verschollen)
- Sex Melea s. Ariae cum Variationibus ad organum pneumaticum (Venedig 1708)
- "Honig-Opffer auf andächtigen Lippen trieffend ... in vier Denck-Sprüchen" (Nürnberg, 1710, verschollen)
- Suite in g-moll für Cembalo, Manuskript, Deutsche Staatsbibliothek, Berlin, Mus. ms. Bach P. 801, 219–226 (veröffentlicht durch Johann Gottfried Walther).